# 15264 Delbrück
15264 Delbrück eller 1990 TU11 är en asteroid i huvudbältet som upptäcktes den 11 oktober 1990 av de båda tyska astronomen Freimut Börngen och Lutz D. Schmadel vid Tautenburg-observatoriet. Den är uppkallad efter nobelpristagaren Max Delbrück.
Asteroiden har en diameter på ungefär 6 kilometer och den tillhör asteroidgruppen Nysa.